# Vicente López (Buenos Aires)
Vicente López is een plaats in het Argentijnse bestuurlijke gebied Vicente López in de provincie Buenos Aires. De plaats telt 24.078 inwoners.

## Galerij

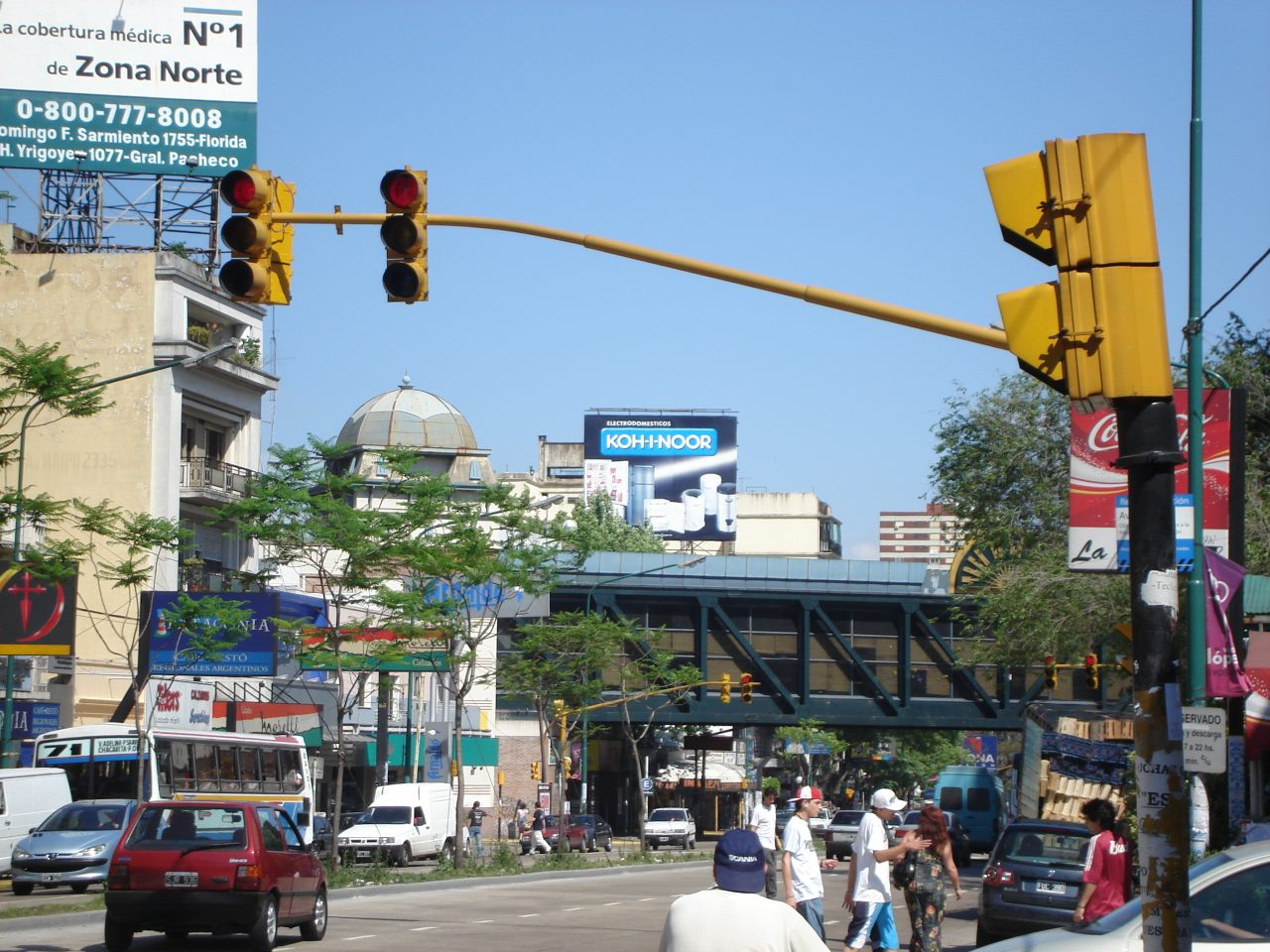
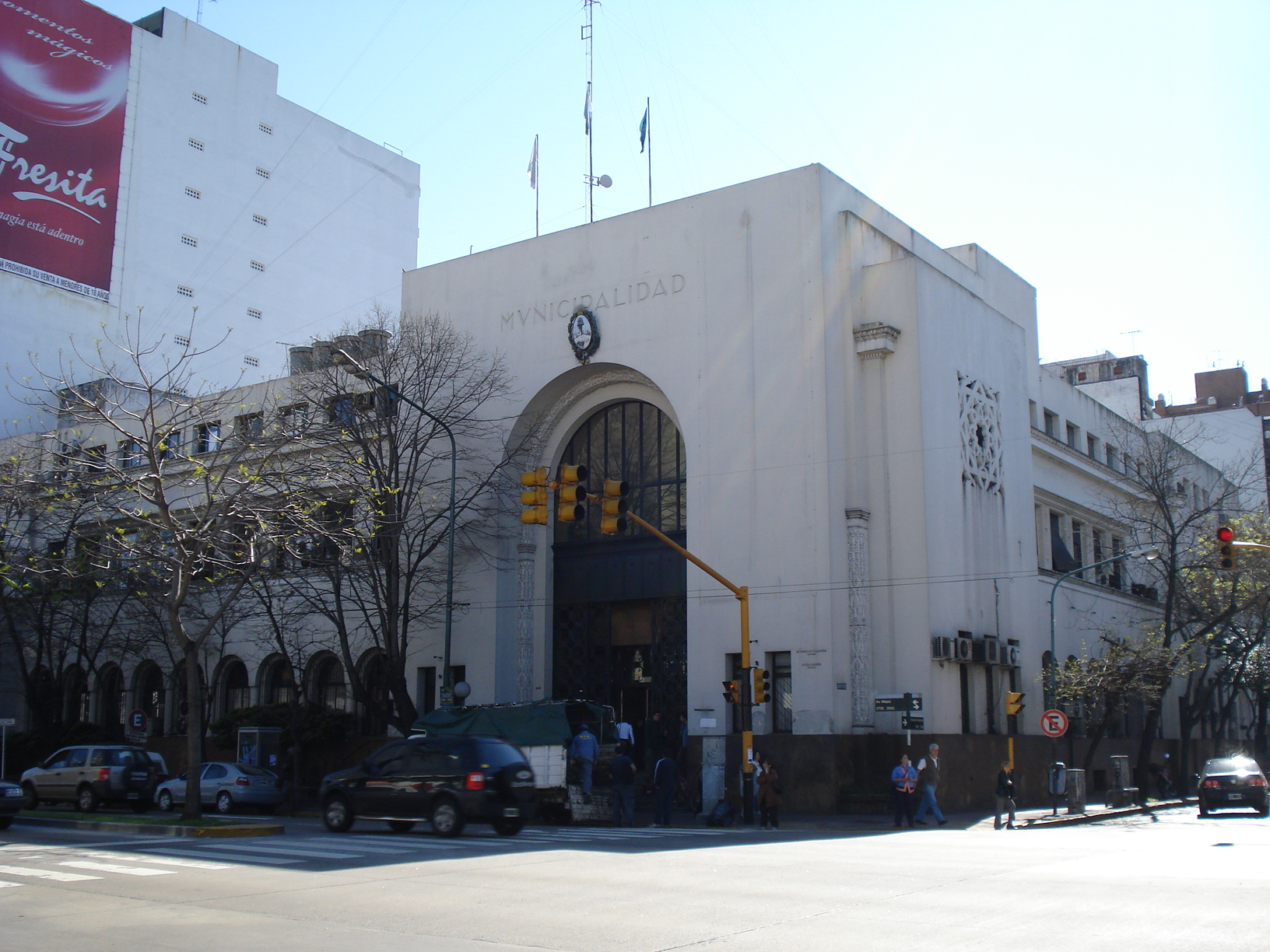
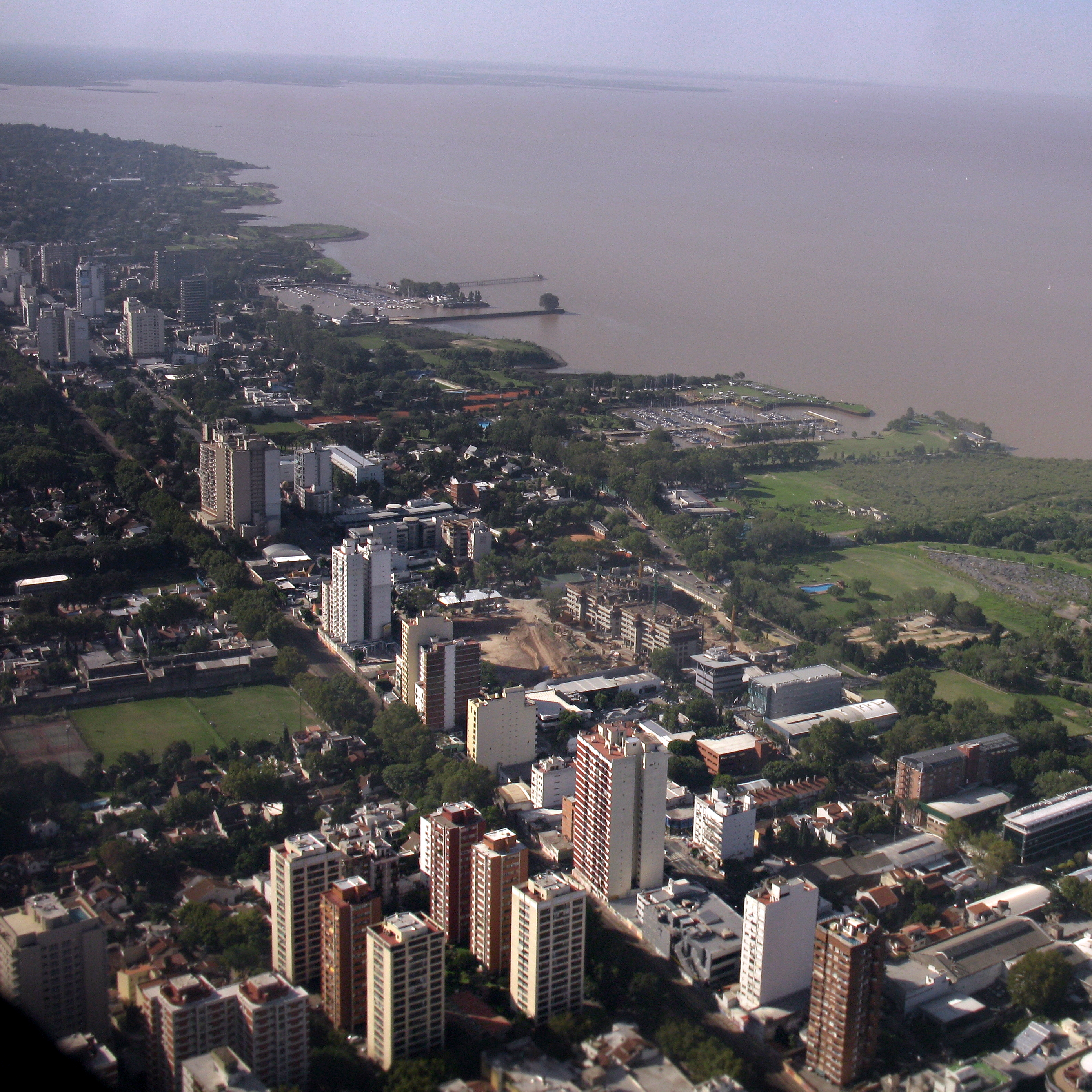